# Комлука (квартал на Сливен)
Вижте пояснителната страница за други значения на Комлука.
„Кумлука“ (от турски: kumluk „песъчливо място“) е квартал на българския град Сливен. В посока юг се намира кв. „Клуцохор“, като за разделителна граница се приема река Асеновска, известна в Сливен под името „Коруча“. В кв. „Кумлука“ се намират 1 СУ „Хаджи Мина Пашов“, МБАЛ „Царица Йоанна“, МБАЛ „Хаджи Димитър“. На север, в полите на Бармук баир, се намира старата циганска махала.
Жителите на „Кумлука“ са главно български цигани, които се установяват тук в края на XIX век и през следващите десетилетия постигат относително добра интеграция, като работят в промишлените предприятия на града и подобряват материалното си положение и образованието си. Около 2013 година броят им се оценява на около 5 хиляди души, като майчиният им език е цигански, но младото поколение използва предимно български. Повечето цигани в квартала са протестанти, включително големи групи адвентисти и петдесятници.